# Lilian Helder
Lilian Helder (Venlo, 30 de mayo de 1973) es una política neerlandesa que ocupa un escaño en la Segunda Cámara de los Estados Generales desde el 17 de junio de 2010 por el Partido por la Libertad.
Estudió Derecho en la Universidad de Radboud en Nijmegen, tras lo cual trabajó en la firma Houben y Van Dyck. En las elecciones parlamentarias de 2010, fue la cuarta más votada del Partido detrás de Fleur Agema con 5793 votos. En 2012, fue reelecta por un nuevo período.